# Smoluća
Smoluća (Servisch cyrillisch Смолућа) is een plaats in de Servische gemeente Tutin. De plaats telt 294 inwoners (2002).